# BVC Rotterdam in het seizoen 1954/55
Het seizoen 1954/1955 was het eerste en enige jaar in het bestaan van de Rotterdamse betaaldvoetbalclub Rotterdam. De club kwam uit in de NBVB-competitie en eindigde daarin op de vierde plaats. De competitie werd echter niet afgemaakt na de fusie tussen de KNVB en NBVB. Na het afgebroken seizoen fuseerde de club met Den Haag tot Flamingo's '54 wat later veranderd werd in Holland Sport.

## Wedstrijdstatistieken

### NBVB(afgebroken)
|       | Amsterdam | Alkmaar '54 | Den Haag | Fortuna '54 | De Graafschap | Rapid '54 | Twentse Profs | Utrecht | Venlo '54 |
| ----- | --------- | ----------- | -------- | ----------- | ------------- | --------- | ------------- | ------- | --------- |
| Thuis | 1 – 1     | 4 – 0       | 2 – 3    | –           | –             | –         | –             | –       | 3 – 3     |
| Uit   | –         | 0 – 0       | –        | 2 – 1       | 1 – 1         | 4 – 2     | 1 – 3         | 2 – 4   | 0 – 2     |

## Statistieken Rotterdam 1954/1955

### Eindstand Rotterdam in de Nederlandse NBVB 1954 / 1955 (afgebroken)
| Stand | Gespeeld | Gewonnen | Gelijk | Verloren | Punten | Doelpunten voor | Doelpunten tegen |
| ----- | -------- | -------- | ------ | -------- | ------ | --------------- | ---------------- |
| 4e    | 11       | 4        | 4      | 3        | 12     | 23              | 17               |

### Topscorers
| Competitie \| # \| Naam \| \| \| ------ \| ----------------- \| -- \| \| 1. \| Joop Heijster \| 6 \| \| 1. \| Henk Schouten \| 6 \| \| 3. \| Wim van Zuijlekom \| 4 \| \| 4. \| Cees de Jong \| 3 \| \| 5. \| Ab Kentie \| 2 \| \| 6. \| Wim van der Gaag \| 1 \| \| 6. \| Jacques Heijster \| 1 \| \| Totaal \| Totaal \| 23 \| |                   |      |
| # | Naam              | Goal |
| 1. | Joop Heijster     | 6    |
| 1. | Henk Schouten     | 6    |
| 3. | Wim van Zuijlekom | 4    |
| 4. | Cees de Jong      | 3    |
| 5. | Ab Kentie         | 2    |
| 6. | Wim van der Gaag  | 1    |
| 6. | Jacques Heijster  | 1    |
| Totaal | Totaal            | 23   |

## Voetnoten
Alkmaar '54 · Amsterdam · Den Haag · Fortuna '54 · De Graafschap · Rapid '54 · Rotterdam · Twentse Profs · Utrecht · Venlo '54